# Loxospermum calocephalum
Loxospermum calocephalum là một loài thực vật có hoa trong họ Đậu. Loài này được (Fresen.) Hochst. mô tả khoa học đầu tiên năm 1846.